# سليبي هالو (إلينوي)
سليبي هالو (بالإنجليزية: Sleepy Hollow)‏ هي منطقة سكنية تقع في الولايات المتحدة في إلينوي. يقدر عدد سكانها بـ 3,553 نسمة .

## الموقع الجغرافي
الموقع الجغرافي للمناطق المحيطة بهذه النقطة هو كالتالي: